# شتشيتشين
شتشيتشين (بالبولندية: Szczecin) أو شْتِتِين (بالألمانية: Stettin) أو شتنو هي العاصمة وأكبر مدينة في محافظة غرب بوميرانيا، الواقعة في شمال غرب بولندا. تتميز المدينة بموقعها الاستراتيجي بالقرب من بحر البلطيق والحدود الألمانية، مما يجعلها ميناءً رئيسيًا ذا أهمية كبيرة. تُعد شتشيتشين سابع أكبر مدينة في بولندا من حيث عدد السكان، حيث بلغ عدد سكانها 391,566 نسمة بحلول 31 ديسمبر 2022.
تقع شتشيتشين على نهر أودر، جنوب بحيرة شتشيتشين وبحر بوميرانيا. تحتل المدينة موقعًا استراتيجيًا على الساحل الجنوبي الغربي لبحيرة دومبي، وتمتد على جانبي نهر أودر، بالإضافة إلى انتشارها على عدة جزر كبيرة تقع بين الفروع الغربية والشرقية للنهر. تُحيط بها غابات كثيفة وأراضٍ شجرية وسهول عشبية، من أبرزها سهول فكرزانسكا التي تشترك فيها مع ألمانيا (أوكيرمينده) ومتنزه شتشيتشين الطبيعي. تجاور المدينة بلدة بوليتسه، وتُعد المركز الحضري الأساسي لمنطقة تجمع شتشيتشين، وهي منطقة حضرية مترامية الأطراف تشمل مجتمعات متصلة في الولايات الألمانية براندنبورغ ومكلنبورغ-فوربومرن.
يمتد التاريخ الموثق لمدينة شتشيتشين إلى أكثر من 1300 عام، حيث شهدت المنطقة تأسيس معاقل من قبل قبائل وشعوب متنوعة، من بينها الفايكنغ والليشيت. لاحقًا، اكتسبت المدينة أهمية سياسية وإدارية، وأصبحت مقرًا لدوقات بوميرانيا وعائلة غريفين الحاكمة، الذين لعبوا دورًا بارزًا في تشكيل تاريخ المنطقة.
على مدار الألفية، شهدت شتشيتشين تغييرات عديدة في السيادة، وكانت تحت أسماء مختلفة جزءًا من بولندا في عهد أسرة بياست، والدنمارك، والسويد، والإمبراطورية الرومانية المقدسة، وبروسيا، وألمانيا، وأخيرًا بولندا الحديثة. تعكس الهندسة المعمارية والتراث الثقافي للمدينة هذا التاريخ المتنوع، حيث تظهر في معالمها أمثلة مميزة لعدة أنماط معمارية، من بينها الطراز القوطي المبني بالطوب، وأسلوب غروندرزيت، والطراز الكلاسيكي الجديد، والأسلوب الواقعي الاشتراكي، بالإضافة إلى الأنماط المعمارية المعاصرة.
تستند الخطة الحضرية لمدينة شتشيتشين إلى تصميم مستوحى من كوكبة الجبار، مع شوارع واسعة وميادين دائرية ومساحات خضراء شاسعة. تشمل أبرز معالم المدينة كاتدرائية شتشيتشين، وقلعة الدوقات، والمتحف الوطني، وفيلهارمونية شتشيتشين.
تُعد شتشيتشين المركز الإداري والصناعي لمحافظة بوميرانيا الغربية. تحتضن المدينة عددًا من المؤسسات التعليمية البارزة، منها جامعة شتشيتشين، وجامعة بوميرانيان الطبية، والجامعة البحرية، وجامعة بوميرانيا الغربية للتكنولوجيا، وأكاديمية شتشيتشين للفنون. كما تُعد المدينة مقرًا لأبرشية شتشيتشين-كاميين الكاثوليكية.
منذ عام 1999، أصبحت شتشيتشين مقرًا لقيادة الفيلق الشمالي الشرقي متعدد الجنسيات التابع لحلف الناتو. بالإضافة إلى ذلك، كانت المدينة واحدة من المدن المرشحة لنيل لقب العاصمة الثقافية الأوروبية لعام 2016.

## التاريخ

### العصور الوسطى
يعود التاريخ الموثق لمدينة شتشيتشين إلى القرن الثامن، عندما استقر الفايكنغ والسلاف الغربيون في منطقة بوميرانيا. أسس السلاف الغربيون، المعروفون بالليشيت، معقلًا جديدًا في الموقع الذي تحتله القلعة الحديثة. شهد القرن التاسع تحصين هذا المعقل وتوسيعه ليشمل مناطق على ضفة نهر أودر. في العصور الوسطى المبكرة، بسط ميشكو الأول، ملك بولندا، نفوذه على بوميرانيا، وأُلحقت المنطقة ببولندا خلال القرن العاشر. مع مرور الوقت، فقد ميشكو الثاني لامبرت (1025–1034) السيطرة الفعلية على بوميرانيا، مما أجبره على الاعتراف بسيادة الإمبراطورية الألمانية على منطقة بحيرة أودر. تنافست قوى متعددة على السيطرة على هذا الإقليم، بما في ذلك الحكام البولنديون الذين جاءوا بعده، الإمبراطورية الرومانية المقدسة، واتحاد اللوتيشيان.
مع انحسار نفوذ المركز الإقليمي المجاور فولين خلال القرن الثاني عشر، برزت شتشيتشين كواحدة من أبرز وأقوى الموانئ البحرية على ساحل بحر البلطيق. خلال حملة شتاء 1121–1122، استطاع بوليسواف الثالث فريموت، دوق بولندا، فرض سيطرته على المنطقة، بما في ذلك مدينة شتشيتشين ومعقلها. أطلق الحاكم البولندي جهودًا لتنصير السكان، وكلف بهذه المهمة أوتو من بامبرغ. نفذ أوتو عمليتي تنصير رئيسيتين للسكان، الأولى في عام 1124 والثانية في عام 1128. في تلك الفترة، شُيدت أول كنيسة مسيحية في المدينة، وهي كنيسة القديسين بطرس وبولس، مما عكس بداية التحول الديني في شتشيتشين. كما أصبحت العملات البولندية وسيلة شائعة للتبادل التجاري آنذاك. قُدر عدد سكان المدينة حينها بما يتراوح بين 5,000 و9,000 نسمة.
انتهى الحكم البولندي في شتشيتشين مع وفاة بوليسواف الثالث عام 1138. خلال الحملة الصليبية الوندية عام 1147، تعرضت المدينة لحصار من جيش قاده المركيز الألماني ألبرت الدب، المعروف بعدائه للوجود السلافي في المنطقة. شاركه في الحملة كل من المندوب البابوي الأسقف أنسلم من هافلبرغ وكونراد من ميسن.
شاركت في صفوف الصليبيين قوة بولندية أرسلها ميشكو الثالث العجوز. لكن سكان شتشيتشين، لإظهار اعتناقهم للمسيحية، وضعوا صلبانًا حول تحصينات المدينة، مؤكدين أن عملية التنصير قد أُنجزت بالفعل. بفضل جهود الدوق راتيبور الأول من بوميرانيا، نجح في التفاوض مع قادة الحملة، مما أدى إلى تفكيك القوات الصليبية وإنهاء الحصار.
بعد معركة فيرخن عام 1164، اضطر بوجسواف الأول، دوق بوميرانيا، إلى إعلان تبعيته لهنري الأسد، دوق ساكسونيا، مما عكس التحولات السياسية في المنطقة. في عام 1173، واجه قائد قلعة شتشيتشين، فارتيسواف الثاني، هجومًا من القوات الدنماركية، لكنه لم يتمكن من صدّه، ما دفعه إلى القبول بالتبعية للدنمارك.
في عام 1181، أعلن بوجسواف الأول تبعيته للإمبراطورية الرومانية المقدسة، لكنه عاد في عام 1185 ليصبح تابعًا للدنمارك مرة أخرى. ورغم وقوع بوميرانيا تحت سيادة قوى أجنبية، استمرت الدوقات المحليون في الحفاظ على روابط وثيقة مع المملكة البولندية المجزأة. يتجلى ذلك في إقامة واديسواف الثالث سبيندلشانكس، الملك البولندي المستقبلي، في بلاط بوجسواف الأول عام 1186، كممثل عن والده ميشكو الثالث العجوز، دوق بولندا الكبرى، الذي كان يتقلد أحيانًا منصب الدوق الأعلى لبولندا.
بعد نزاع نشب بين ورثة بوجسواف والملك الدنماركي كنوت السادس، تعرضت المستوطنة للتدمير عام 1189. رغم ذلك، أُعيد بناء القلعة في العام التالي، حيث تم تحصينها بقوات دنماركية. خلال معركة بورنهوفيد عام 1227، استعادت الإمبراطورية سيادتها على دوقية بوميرانيا. مع ذلك، استمرت شتشيتشين كواحدة من المواقع المحصنة التي بقيت تحت السيطرة الدنماركية حتى عام 1235، بينما ظلت فولغاست خاضعة لهذه السيطرة حتى الأعوام 1241/43 أو 1250.
في النصف الثاني من القرن الثاني عشر، استقرت مجموعة من التجار الألمان، القادمين من مناطق مختلفة ضمن الإمبراطورية الرومانية المقدسة، في المدينة بالقرب من كنيسة القديس يعقوب. هذه الكنيسة تبرع بها التاجر بيرينغر، الذي ينحدر من مدينة بامبرغ، في عام 1180، وتم تكريسها رسميًا في عام 1187. كانت هوهينكروغ، التي تقع الآن ضمن منطقة شتشيتشين ستروجا، أول قرية في دوقية بوميرانيا يتم توثيقها بوضوح كقرية ألمانية، وذلك في عام 1173. شهد القرن الثالث عشر تسارعًا ملحوظًا في التوسع الألماني داخل أراضي بوميرانيا.
في عام 1237، أصدر الدوق بارنيم الأول من بوميرانيا ميثاقًا للحكم المحلي لمدينة شتشيتشين. أدى هذا القرار إلى فصل المستوطنة الألمانية عن المجتمع السلافي الذي كان يعيش حول كنيسة القديس نيكولاس في منطقة كيسين. بموجب أحكام هذا الميثاق، أصبحت الولاية القضائية على السكان السلاف خاضعة للإدارة الألمانية.
عندما منح الدوق بارنيم الأول مدينة شتشيتشين حقوق ماغديبورغ عام 1243، أُعيد بناء جزء من المستوطنة السلافية. وفي عام 1249، وجد الدوق نفسه مضطرًا للتعهد بتسوية المعقل. نتيجة لذلك، أُعيد توطين غالبية السكان السلافيين في ضاحيتين جديدتين تقعان شمال المدينة وجنوبها. في عام 1249، منح الدوق بارنيم الأول حقوقًا مماثلة لمدينة دام، المعروفة أيضًا باسم ألتدام، الواقعة على الضفة الشرقية لنهر أودر. اندمجت دام مع مدينة شتشيتشين المجاورة في 15 أكتوبر 1939، وهي تُعرف اليوم باسم حي دومبي. أُنشئت هذه المدينة على موقع معقل بوميراني قديم كان يُدعى «فادام» أو «دامبي»، والذي تعرض للتدمير على يد بوليسواف الثالث فريموت خلال حملته العسكرية عام 1121.
في 2 ديسمبر 1261، أصدر الدوق بارنيم الأول قرارًا يسمح باستيطان اليهود في شتشيتشين بموجب قانون ماغديبورغ، وهو امتياز جرى تجديده لاحقًا في عامي 1308 و1371. وفي عام 1325، حصلت عائلة جوردان اليهودية على حق المواطنة في المدينة. مع ذلك، لم يكن أي من اليهود الـ22 الذين سُمح لهم بالاستيطان في الدوقية عام 1481 يعيش في شتشيتشين. وفي عام 1492، صدر أمر يلزم جميع اليهود في الدوقية باعتناق المسيحية أو مغادرة المنطقة. ظل هذا القرار نافذًا طوال فترة حكم أسرة غريفين.
في عام 1273، عقد دوق بوزنان والملك المستقبلي لبولندا، برزيميسل الثاني، قرانه على الأميرة لودغاردا، حفيدة بارنيم الأول، دوق بوميرانيا، في مدينة شتشيتشين. جاء هذا الزواج بهدف تعزيز التحالف بين الحاكمين.

## الاسم
اسم المدينة يعني مكان حي الجيران ويعتبر أقدم أحيائها يعود أصول التسمية لكلمة سلافية، ولكن الكلمة الدقيقة لمعنى التسمية ما زال قيد بحث مستمر إلى الآن. وكان يطلق على المدينة أسماء مختلفة التهجئة، مثلا كانت يطلق عليها ستيتين Stetin في عام 1133.م، وستيتن 1188.
Stetyn, وستيتنا في عام 1188 , وستيتيوم عام 1251.

## الموقع
تقع مدينة شتشيتسين على نهر الأودر، إلى الجنوب من بحيرة دابى وخليج بوميرانيا. وتمتد المدينة على طول الشاطئ الجنوبي الغربي من بحيرة دابى، يقسمها نهر أودر في النصف حيث يمر في منتصفها وتقام بعض ضواحي المدينة على عدد من الجزر الكبيرة التي شكلها نهر أودر.

## السكان
كانت أول إحصائية رسمية تتم في المدينة في القرن الثاني عشر، ترتيب الإحصائيات :
- القرن الثاني عشر : 5،000 نسمة
- 1709 : 6،000 نسمة
- 1711 : 4،000 نسمة (الموت الأسود) (تناقص عدد السكان بسبب مرض الطاعون أو ما كان يسمى في بولندا الموت الأسود)
- 1720 : 6،000 نسمة
- 1740 : 12،300 نسمة
- 1816 : 21،500 نسمة
- 1816 : 26،000 نسمة
- 1890 : 116.228 نسمة ([60] [61]
- 1900 : 210.680 نسمة (بما في ذلك ضواحي
- 1939 : 382،000 نسمة
- 1945 : 260،000 نسمة
- 1950 : 180،000 نسمة (انخفض عدد السكان بسبب عمليات الطرد التي كان يمارسها الألمان.
- 1960 : 269.400 نسمة
- 1970 : 338،000 نسمة
- 1975 : 369.700 نسمة
- 1980 : 388.300 نسمة
- 1990 : 412.600 نسمة
- 1995 : 418.156 نسمة
- 2000 : 415.748 نسمة
- 2002 : 415.117 نسمة
- 2003 : 414.032 نسمة
- 2004 : 411.900 نسمة

## الاقتصاد
يوجد في شتشيتسين ثلاثة أحواض لبناء السفن، الذي هو واحد من أكبر الموانئ في بولندا. ويوجد في المدينة أيضا صناعة لصيد الأسماك ومصنع لصهر الحديد. وبالإضافة إلى مينائها يوجد فيها مطار دولي وشركات ومصانع لصناعة الأدوية والتكنولوجية الحديثة ومواد البناء.